# Giustino (nome)
Giustino  è un nome proprio di persona italiano maschile.

## Varianti
- Femminili: Giustina[1][2]

### Varianti in altre lingue
- Bulgaro: Юстин (Jostin)
- Catalano: Justí[4]
- Cornico: Yestin
- Esperanto: Justino
- Francese: Justin[3]
- Galiziano: Xustino[4]
- Gallese: Iestyn[3]
- Greco moderno: Ιουστίνος (Ioustinos)
- Inglese: Justin[3][5][6]
  - Ipocoristici: Justy[3]
- Latino: Iustinus[1][2][3][4], Justinus[6]
- Lituano: Justinas[3]
- Maltese: Ġustinu
- Olandese: Justin
- Polacco: Justyn[3]
- Portoghese: Justino
- Russo: Юстин (Justin)
- Serbo: Јустин (Justin)
- Siciliano: Giustinu
- Sloveno: Justin[3]
- Spagnolo: Justino[4]
- Tedesco: Justin
- Turco: Justin
- Ungherese: Jusztin, Iousztinosz

## Origine e diffusione
Continua il terzo nome, e poi nome personale latino imperiale, Iustinus, forma derivata di Iustus; si tratta quindi di un patronimico, avente il significato di "di Giusto", "figlio di Giusto", "discendente di Giusto" (sebbene gli venga a volte attribuito il significato del nome su cui è basato, cioè "onesto", "giusto"). Da Giustino è derivato, come patronimico, il nome Giustiniano.
Sostenuto dal culto di vari santi così chiamati, in Italia è ben diffuso ovunque (meno però della forma femminile Giustina), con una maggior frequenza in Abruzzo. In inglese, nella forma Justin, è in uso sin dal tardo XII secolo, ma ha goduto di una diffusione rilevante solo a partire dal XX secolo.

## Onomastico
L'onomastico si può festeggiare in memoria di più santi, alle date seguenti:
- 1º gennaio, san Giustino, primo vescovo di Chieti[7][8]
- 1º giugno, san Giustino, martire a Roma sotto Marco Aurelio, patrono dei filosofi[4][7][8]
- 1º luglio, san Giustino Orona Madrigal, sacerdote, martire in Messico[7]
- 18 luglio, san Giustino di Tivoli, martire, figlio di santa Sinforosa[9]
- 25 luglio, san Giustinol martire con i santi Fiorenzo, Felice e Giusta a Furci[7]
- 31 luglio, san Giustino de Jacobis da San Fele, missionario lazzarista, vescovo di Nilopoli e vicario apostolico in Etiopia[7][8]
- 1º agosto, san Giustino, fanciullo martire a Parigi[8]
- 4 agosto, san Giustino, sacerdote, martire a Roma sulla via Tiburtina con san Crescenzione[7][8]
- 1º settembre, san Giustino da Parigi, mercedario, martire a Granada[7][8]
- 17 settembre, san Giustino, martire romano venerato a Frisinga[8]
- 18 ottobre, san Giustino (o Giusto), fanciullo martire a Beauvais[8]
- 12 dicembre, san Giustino, martire con altri compagni a Treviri sotto Diocleziano[8]

## Persone

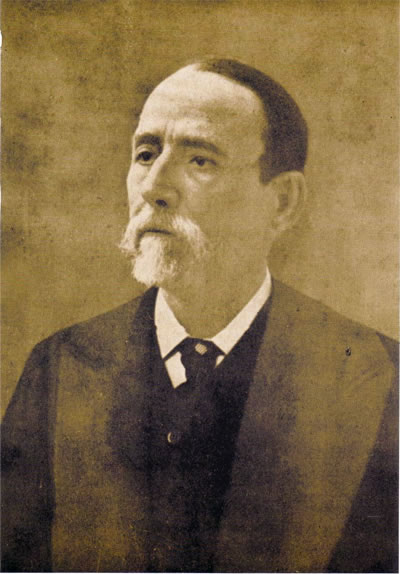
Giustino Fortunato

Giustino Sanchini

- Giustino, console e generale bizantino del VI secolo
- Marco Giuniano Giustino, storico romano
- Giustino I, imperatore bizantino
- Giustino II, imperatore bizantino
- Giustino di Chieti, vescovo cattolico e santo italiano
- Germano Giustino, generale bizantino del VI secolo
- Giustino Arpesani, avvocato, diplomatico e politico italiano
- Giustino de Jacobis, missionario, vescovo cattolico e santo italiano
- Giustino Durano, attore italiano
- Giustino Ferri, scrittore e giornalista italiano
- Giustino Fortunato, scrittore, politico, storico, e meridionalista italiano
- Giustino Renato Orsini, umanista e storico italiano
- Giustino Quadrari, archeologo e filologo italiano
- Giustino Russolillo, religioso italiano
- Giustino Sanchini, vescovo cattolico italiano

### Variante Justin
- Justin Bartha, attore statunitense

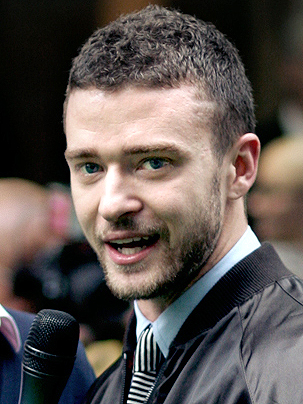
Justin Timberlake

- Justin Berfield, attore e produttore cinematografico statunitense
- Justin Bieber, cantautore e musicista canadese
- Justin Chatwin, attore canadese
- Justin Fashanu, calciatore britannico
- Justin Gatlin, atleta statunitense
- Justin Harrison, rugbista a 15 e allenatore di rugby statunitense
- Justin Hartley, attore statunitense
- Justin Hayward, chitarrista e cantante britannico
- Justin Long, attore statunitense
- Justin Theroux, attore, regista e sceneggiatore statunitense
- Justin Timberlake, cantautore, attore, ballerino, produttore musicale e televisivo statunitense
- Justin Trudeau, politico canadese

### Altre varianti
- Justí Guitart i Vilardebó, vescovo cattolico spagnolo
- Justinas Kinderis, pentatleta lituano
- Justinas Lagunavičius, cestista slovacco
- Justino Victoriano, cestista angolano
- Justyn Węglorz, cestista polacco

## Il nome nelle arti
- Giustino è un personaggio della serie animata Leone il cane fifone.
- Giustino è un personaggio protagonista della serie animata Giust'in tempo
- Justin è il protagonista del videogioco Grandia
- Giustino (1724) è un'opera lirica di Antonio Vivaldi su libretto di Nicolò Beregan.
- Giustino è anche un'opera lirica di Georg Friedrich Händel, ispirata all'opera omonima di Vivaldi.
- Justin è un personaggio della serie animata A tutto reality.